# Херли (Мисури)
Херли (енгл. Hurley) град је у америчкој савезној држави Мисури.

## Демографија
По попису из 2010. године број становника је 178, што је 21 (13,4%) становника више него 2000. године.
| Група             | 2000.       | 2010.       |
| Белци             | 154 (98,1%) | 176 (98,9%) |
| Афроамериканци    | 0 (0,0%)    | 0 (0,0%)    |
| Азијати           | 0 (0,0%)    | 0 (0,0%)    |
| Хиспаноамериканци | 0 (0,0%)    | 0 (0,0%)    |
| Укупно            | 157         | 178         |